# Nowe Czyżyny
Nowe Czyżyny (dawniej Czyżyny) – jedno z najstarszych centrów handlowych, w Krakowie, zlokalizowane w obrębie ulic Marii Dąbrowskiej, Bieńczyckiej i Mieczysława Medweckiego, nieopodal ronda Czyżyńskiego i ronda Kocmyrzowskiego im. Józefa Gorzelanego.

## Historia
Galeria handlowa została oddana do użytku w 2002 roku jako centrum handlowe „Czyżyny”, jako jedno z pierwszych centrów handlowych działających na terenie Krakowa. Powierzchnia użytkowa budynku, od początku jego istnienia obejmuje 31 tys. m².
W 2017 roku galeria przeszła modernizację, która obejmowała m.in.: stworzenie punktu gastronomicznego i wymianę posadzki na pasażach handlowych. W ramach modernizacji na terenie centrum utworzono także place zabaw dla dzieci, oraz punkty rozrywkowe. Jesienią 2019 roku centrum handlowe zostało przemianowane z nazwy „Czyżyny” na nazwę „Nowe Czyżyny”.

## Galeria

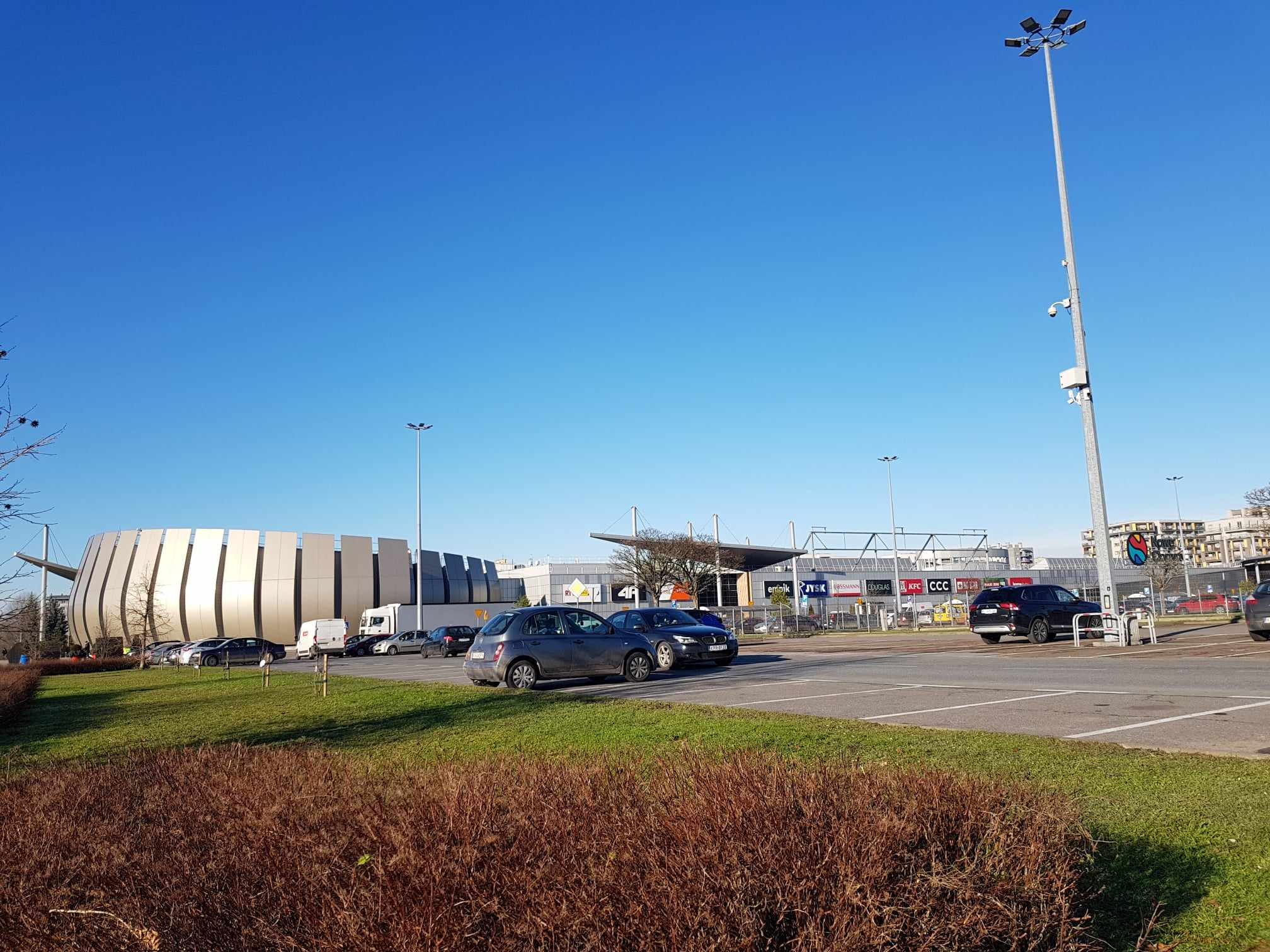
Parking znajdujący się przed wejściem do galerii
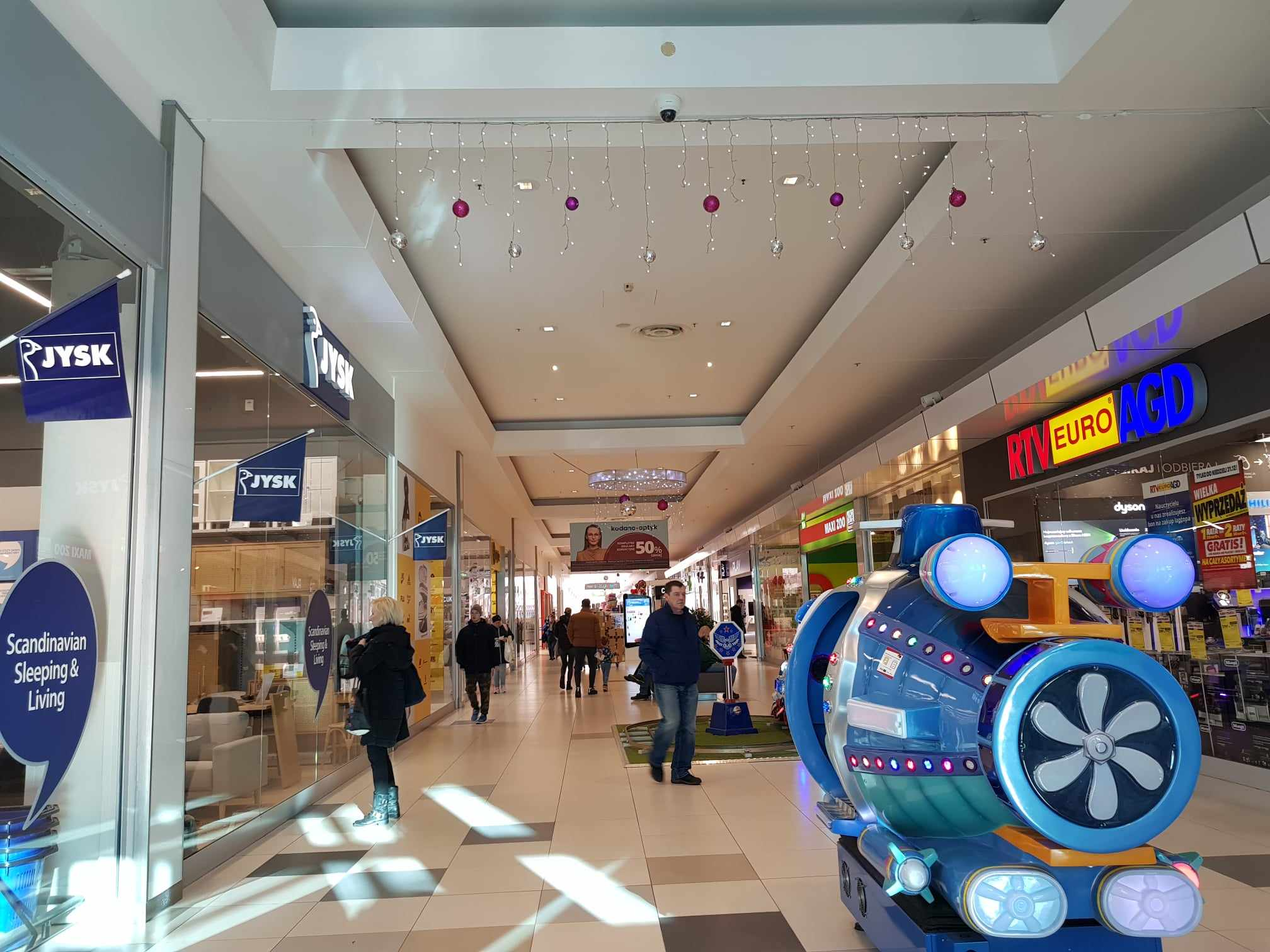
Jeden z pasaży handlowych
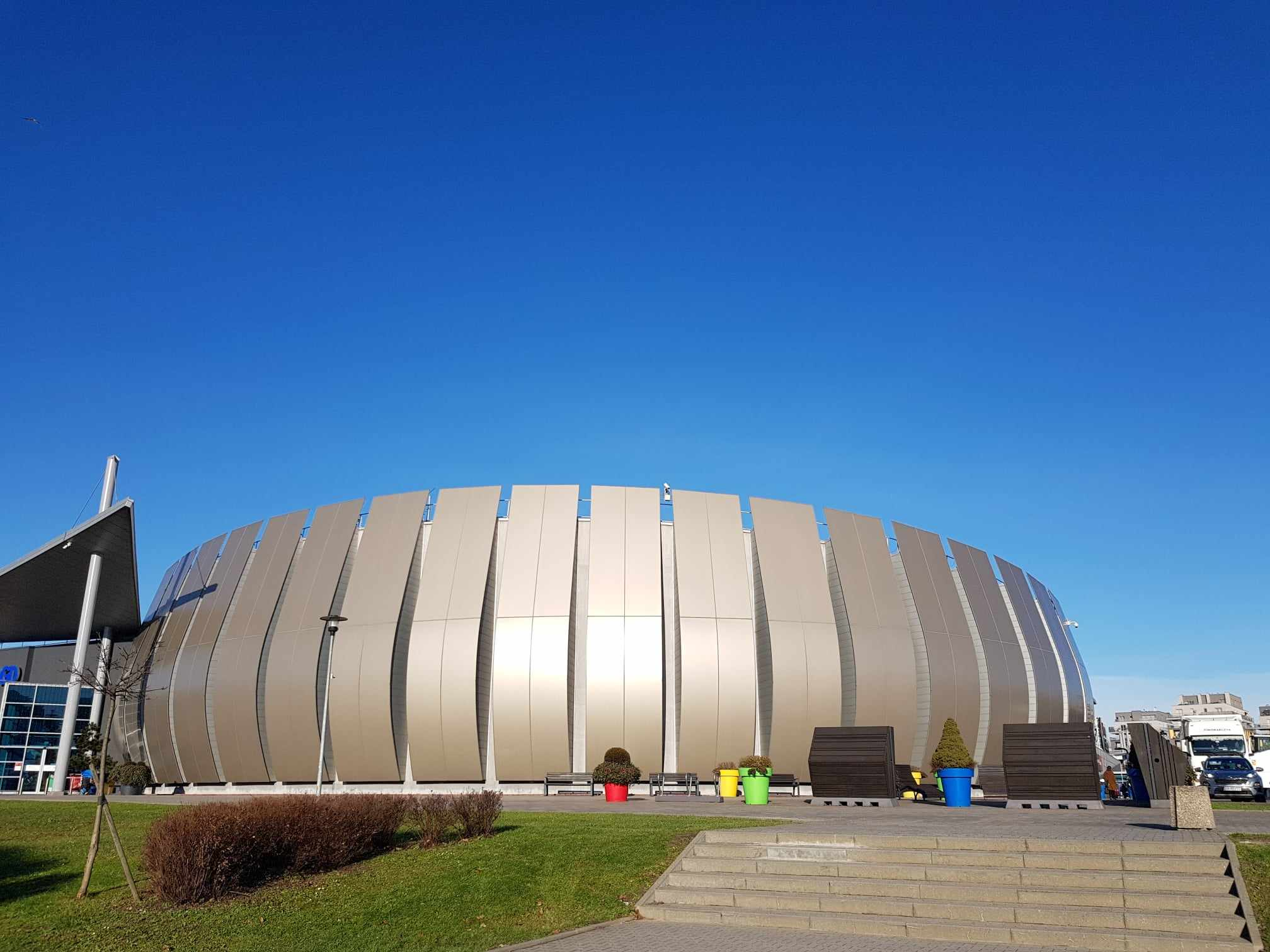